# 朴成基 (ラグビー選手)
朴 成基（ぱく そんぎ、1993年2月25日 - ）は、ジャパンラグビーリーグワン三重ホンダヒートに2023-24シーズンまで所属していたラグビーユニオン選手。

## プロフィール
- 兵庫県尼崎市出身[1]。
- ポジションはスタンドオフ(SO)。
- 身長 178 cm、体重 91 kg
- ニックネームはぱくそん。
- U17近畿代表に選ばれたことがある[2]。

## 略歴
2011年、大阪朝鮮高校卒業後、帝京大学に入る。なお大阪朝鮮高校時代、高校日本代表候補に選ばれたことがある。
2015年、帝京大学卒業後、Honda Heat(現・三重ホンダヒート)に加入。
2016年1月16日に行われたジャパンラグビートップリーグ順位決定トーナメント第2節のサントリーサンゴリアス戦に途中出場で公式戦初出場を果たす。
2024年5月、三重ホンダーヒートを退団。